# Henry Nicholas Ridley

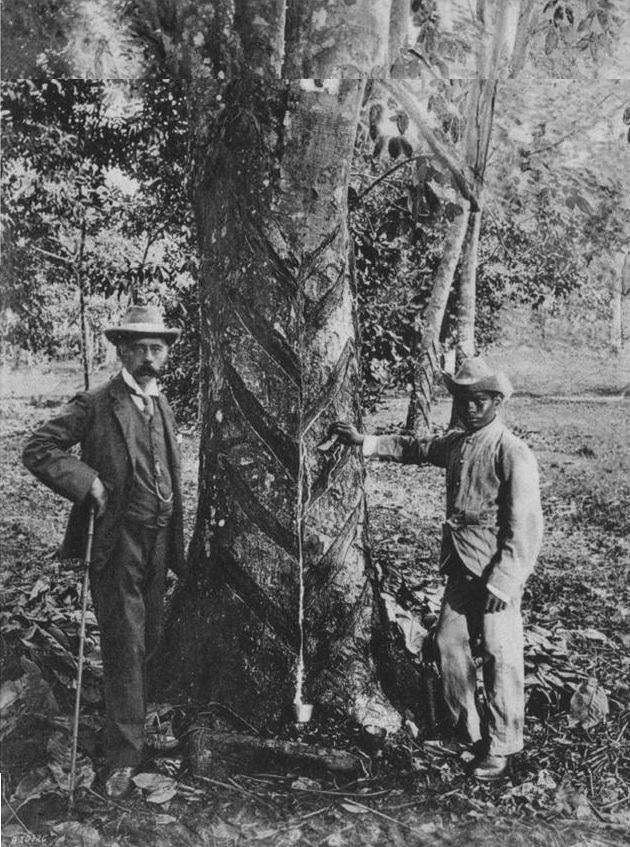
Henry Nicholas Ridley, 1900

Henry Nicholas Ridley (* 10. Dezember 1855 in West Harling Hall, Norfolk, England; † 24. Oktober 1956 in Kew, Surrey, England) war ein britischer Botaniker. Sein offizielles botanisches Autorenkürzel lautet „Ridl.“.
Sein besonderes Interesse galt den Beziehungen zwischen Tier- und Pflanzenwelt.

## Leben
Henry Nicholas Ridley war das dritte Kind des Geistlichen Oliver Matthew Ridley und Louisa Pole, Tochter von William Stuart aus Aldenham Abbey. Er war ein Nachkomme von John Stuart, dem dritten Grafen von Bute. Er wurde am Haileybury College erzogen. Er erwarb 1877 den akademischen Grad Bachelor of Arts in Naturgeschichte am Exeter College in Oxford. Er wurde 1881 Mitglied der Linnean Society of London und wurde 1907 in die Royal Society gewählt. Er war ferner Gründungsmitglied der Society for Psychical Research.
Von 1880 bis 1888 war er als Botaniker am Britischen Museum beschäftigt. Er nahm 1887 an einer wissenschaftlichen Expedition von G. A. Ramage zur Inselgruppe Fernando de Noronha teil. Ridley ging 1888 nach Singapur und leitete dort bis 1911 den Botanischen Garten. Er war auch verantwortlich für die Waldverwaltung und trug zum Aufbau der Kautschuk-Kulturen auf der malaiischen Halbinsel bei.
Auf zahlreichen Reisen besuchte er Borneo and Sumatra (1897), Sarawak (mehrfach zwischen 1903 und 1915), 1911 den Süden Thailands, 1912 Burma, Indien und Ägypten, 1915 Java und 1916 Jamaika und sammelte dort Pflanzen für Kew.
Auf den Weihnachts- und Keeling-Inseln, die er 1890–1891 besuchte, wurde ihm später eine Briefmarke gewidmet.
1941 heiratete er seine Haushälterin, Lily Eliza Doran.

## Ehrungen
- 1950 Linné-Medaille der Linnean Society of London.
- Goldmedaille der Rubber Planters’ Association in 1914
- 1928 Frank Meyer Medaille (USA)

Ihm zu Ehren wurden die Pflanzengattungen
- Ridleyella Schltr. der Familie der Orchideengewächse (Orchidaceae)
- Ridleyinda Kuntze der Familie der Sapotengewächse (Sapotaceae)
- × Ridleyara der Familie der Orchideengewächse (Orchidaceae)

benannt.

## Werke
- Begründer des Agricultural Bulletin of the Malay States
- Flora of the Malay Peninsula (5 Bände, 1922–5)
- Spices (1912)
- The Dispersal of Plants throughout the World (1930)